# Grass Roots (album Andrew Hilla)
Grass Roots – album studyjny amerykańskiego pianisty jazzowego Andrew Hilla, wydany z numerem katalogowym BST 84303 w 1968 roku przez Blue Note Records.

## Powstanie
Materiał na płytę został zarejestrowany 5 sierpnia 1968 roku przez Rudy’ego Van Geldera w należącym do niego studiu (Van Gelder Studio) w Englewood Cliffs w stanie New Jersey. Produkcją albumu zajął się Francis Wolff. Utwory dodane do reedycji z roku 2000 Hill wykonał 19 kwietnia 1968 z innym składem muzyków.

## Lista utworów
Opracowano na podstawie materiału źródłowego.
Wydanie LP
Strona A
| Nr | Tytuł utworu     | Muzyka      | Długość |
| -- | ---------------- | ----------- | ------- |
| 1. | „Grass Roots”    | Andrew Hill | 5:41    |
| 2. | „Venture Inward” | Hill        | 4:46    |
| 3. | „Mira”           | Hill        | 6:20    |
|    |                  |             | 16:47   |

Strona B
| Nr | Tytuł utworu   | Muzyka | Długość |
| -- | -------------- | ------ | ------- |
| 1. | „Soul Special” | Hill   | 8:23    |
| 2. | „Bayou Red”    | Hill   | 7:46    |
|    |                |        | 16:09   |

Utwory dodatkowe na reedycji (2000):
| Nr | Tytuł utworu                     | Muzyka | Długość |
| -- | -------------------------------- | ------ | ------- |
| 1. | „MC”                             | Hill   | 9:12    |
| 2. | „Venture Inward (first version)” | Hill   | 4:34    |
| 3. | „Soul Special (first version)”   | Hill   | 8:51    |
| 4. | „Bayou Red (first version)”      | Hill   | 5:59    |
| 5. | „Love Nocturne”                  | Hill   | 7:34    |
|    |                                  |        | 36:10   |

## Twórcy
Opracowano na podstawie materiału źródłowego.
Muzycy:
(skład kwintetu z 5 sierpnia 1968)
- Andrew Hill – fortepian
- Booker Ervin – saksofon tenorowy
- Lee Morgan – trąbka
- Ron Carter – kontrabas
- Freddie Waits – perkusja

(skład sekstetu z 19 kwietnia 1968)
- Andrew Hill – fortepian
- Woody Shaw – trąbka
- Frank Mitchell – saksofon tenorowy
- Jimmy Ponder – gitara
- Reggie Workman – kontrabas
- Idris Muhammad – perkusja

Produkcja:
- Francis Wolff – produkcja muzyczna
- Rudy Van Gelder – inżynieria dźwięku
- Jordan Malek – fotografia na okładce
- Nat Hentoff – liner notes
- Michael Cuscuna – produkcja muzyczna, liner notes (reedycja z 2000)